# 東ベルリン暴動

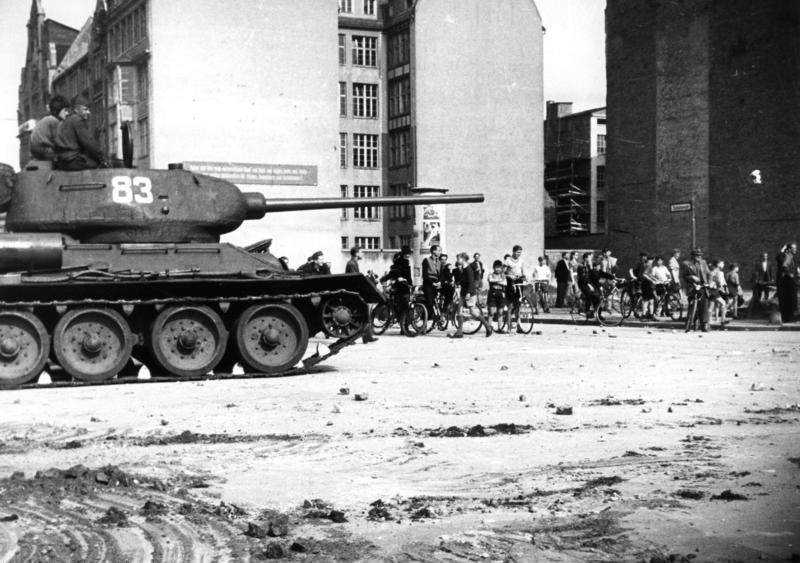
東ベルリン市内のソ連軍戦車（T-34/85）

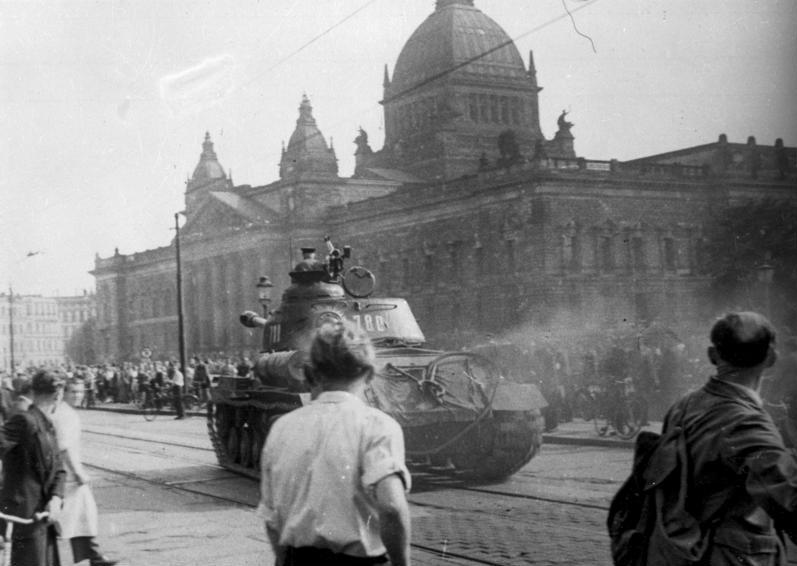
ライプツィヒ市内のソ連軍戦車（IS-2）

東ベルリン暴動（ひがしベルリンぼうどう、ドイツ語: Aufstand des 17. Juni 「6月17日蜂起」）は、ヨシフ・スターリンの死後の1953年6月16日に起こり翌日6月17日に収束した、東ベルリン地域で発生した大衆暴動である。

## 概説
事件の発端は、ノルマ未達成者の賃金カットという東ドイツ政府の新政策（ノルマ強化法）に反対しての、スターリン＝アレーの建設労働者のストライキであった。当初、ストライキの参加者は300人ほどであった。翌日の抗議行動に向けて労働者の数が膨れ上がった。労働者らは「顎ヒゲ、出っ腹、メガネは人民の意志ではない」というスローガンを掲げていた。これはそれぞれ、当時の東ドイツの政治的指導者だったヴァルター・ウルブリヒト（ドイツ社会主義統一党書記長）、ヴィルヘルム・ピーク（大統領）、オットー・グローテヴォール（首相）を揶揄したものだった。
6月17日には、4万人以上が抗議行動に参加した。参加者代表と東ドイツ政府関係者との会合が行われ、参加者側は政府首脳の退陣を要求する。しかし、ドイツ駐留ソ連軍兵士約2万人ほどと、東ドイツの兵営人民警察（国家人民軍の前身）8千人が動員される。ウンター・デン・リンデンあたりで、労働者と兵士の衝突から、兵士の発砲となって暴動に発展し、労働者から死者を出し、抗議行動はその日のうちに鎮圧された。暴動自体は東ベルリンで収まるが、東ドイツの600の市町村で散発的な抗議行動が展開された。
東ドイツ側による情報操作により、犠牲者の正確な数は分かっておらず、55人や125人という数字が出ている。西ドイツ内務省の1966年の推計では、116人の東ドイツ体制側の死者も含め、合計383人が東ベルリン暴動により死亡したとする。106人が、即決裁判または正式裁判により、処刑されたと推計している。この推計では、1838人が負傷し、5100人ぐらいが逮捕されたとしている。
鎮圧にソビエト連邦軍が出動したことは、1956年のハンガリー動乱、1968年のプラハの春などで民衆の要求をソ連軍が武力で押さえつける先例となった。また、事態をアメリカを始めとする西側諸国が静観したことも、同様に先駆けとなった。西ドイツから東ドイツへの支援も無かった。
西ドイツでは、1990年までは、東ベルリン暴動が鎮圧された6月17日を、「ドイツ統一の日」としてきた。ドイツ再統一の後、その日は実際に統一が行われた10月3日に移された。また、ブランデンブルク門からティーアガルテンを縦貫してエルンスト・ロイタープラッツまでの通りを「シャルロッテンブルガー・ショセー（Charlottenburger Chaussee)」から「6月17日通り（Straße des 17. Juni) 」へと改名している。